# Raniyapur
Raniyapur (nep. रानियापुर) – gaun wikas samiti w zachodniej części Nepalu w strefie Bheri w dystrykcie Banke. Według nepalskiego spisu powszechnego z 2001 roku liczył on 941 gospodarstw domowych i 5549 mieszkańców (2755 kobiet i 2794 mężczyzn).